# قانون الجنسية الكويتية
قانون الجنسية الكويتية، هو القانون الذي يحدد قوانين وضوابط منح الجنسية، صدر بالمرسوم الأميري رقم 15 لسنة 1959، وعدلت بعض مواده بالمرسوم بالقانون رقم 100 لسنة 1980. المادة الأولى من هذا المرسوم بينت أن الكويتيون أساسًا هم المتوطنون في الكويت قبل سنة 1920، وكانوا محافظين على إقامتهم العادية فيها إلى يوم نشر هذا القانون.

## كيفية الحصول على الجنسية
- كل من ولد في الكويت أو في الخارج، لأب كويتي.
- ولد في الكويت أو في الخارج من ام كويتية، وكان مجهول الاب أو لم يثبت نسبته لابيه قانونًا.
- من ولد في الكويت لابوين مجهولين.
- من أدى للبلاد خدمات جليلة.
- المولود من أم كويتية، المحافظ على الإقامة فيها حتى بلوغه سن الرشد إذا كان أبوه الأجنبي قد طلق أمه طلاقا بائنا أو توفي عنها.
- العربي المنتمي إلى بلد عربي، إذا كان قد أقام في الكويت قبل سنة 1945م وحافظ على الإقامة فيها حتى صدور المرسوم بمنحه الجنسية.
- غير العربي إذا كان قد أقام في الكويت قبل سنة 1930م وحافظ على الإقامة فيها حتى صدور المرسوم بمنحه الجنسية.

### بعض الفقرات المهمة
- لايكون لمن كسب الجنسية وفقا لأحكام المواد 3و4و5و7و8 من هذا القانون حق الانتخاب لأي هيئة نيابية قبل انقضاء ثلاثين سنة ميلادية من تاريخ كسبه لهذه الجنسية.
- لا يترتب على كسب الأجنبي الجنسية الكويتية أن تصبح زوجته كويتية إلا إذا أعلنت رغبتها في ذلك خلال سنة من تاريخ كسب زوجها للجنسية الكويتية، ويعتبر أولاده القصر كويتيين، ولهم أن يقرروا اختيار جنسيتهم الأصلية خلال السنة التالية لبلوغهم سن الرشد.
- لا يترتب على زواج المرأة الأجنبية من الكويتي أن تصبح كويتية إلا أذا أعلنت لوزير الداخلية برغبتها في كسب هذه الجنسية واستمرت الزوجية قائمة مدة خمس سنوات من تاريخ إعلان رغبتها. فإذا كانت انتهاء الزوجية قبل انقضاء المدة بسبب الوفاة أو الطلاق وكان للمرأة الأجنبية ابن أو أبناء من زوجها وحافظت على إقامته بالكويت حتى انقضاء هذه المدة فيجوز منحها الجنسية الكويتية.
- المرأة الكويتية التي تتزوج من أجنبي لا تفقد جنسيتها الكويتية إلا إذا دخلت في جنسية زوجها بناء على طلبها.
- يفقد الكويتي الجنسية إذا تجنس بجنسية أجنبية ولا تفقد زوجته الكويتية جنسيتها إلا إذا دخلت في جنسيته، ويفقد أولاده القصر جنسيتهم الكويتية إذا كانوا يدخلون في جنسية أبيهم الجديدة.

## شروط سحب الجنسية
- إذا كان قد منح الجنسية الكويتية بطريق الغش أو بناء على أقوال كاذبة ويجوز في هذه الحالة سحب الجنسية الكويتية ممن يكون قد كسبها معه بطريق التبعية.
- إذا حكم عليه خلال عشر سنوات من منحه الجنسية الكويتية في جريمة مخلة بالشرف أو الأمانة.
- إذا عزل من وظيفته الحكومية تأديبيًا، لأسباب تتصل بالشرف أو الأمانة خلال عشر سنوات من منحه الجنسية الكويتية.
- إذا استدعت مصلحة الدولة العليا أو أمنها الخارجي ذلك. ويجوز في هذه الحالة سحب الجنسية الكويتية ممن يكون قد كسبها معه بطريق التبعية.
- إذا توافرت الدلائل لدى الجهات المختصة على قيامه بالترويج لمبادئ من شأنها تقويض النظام الاقتصادي أو الاجتماعي في البلاد أو على انتمائه إلى هيئة سياسية أجنبية ويجوز في هذه الحالة سحب الجنسية الكويتية ممن يكون قد كسبها معه بطريق التبعية.
- إذا عمل لمصلحة دولة أجنبية وهي في حالة حرب مع الكويت أو كانت العلاقات السياسية قد قطعت معها.